# متحف السان سيرو
متحف السان سيرو (بالإنجليزية: San Siro Museum)‏ هو المتحف التابع لملعب سان سيرو والذي افتتح في 5 أكتوبر 1996، ويعود الفضل في تأسيسه إلى مدير المتحف الحالي «أونوراتو أريتزي».
يضم المتحف مجموعة استثنائية من المقتنيات التاريخية ، والفانيلات الأصلية لعديد اللاعبين الذين لعبوا للميلان أو الإنتر وأيضاً أساطير الكرة أمثال بيليه ومارادونا وزين الدين زيدان وكرويف. كؤوس وجوائز الفريقين واللاعبين وأيضاً الكرات التي لعب بها الفريقين أهم المباريات والكرات القديمة إلى جانب أحذية اللاعبين.
سينما المتحف تعرض تاريخ الانتر والميلان وملعب السان سيرو، وتعرض أيضاً أهم الأحداث والمباريات الرائعة في تاريخ الفريقين وأحلى اللحظات التي عاشها لاعبو الفريقين. كما توجد تماثيل لأساطير الفريقين وبالنسبة للميلان يمكنك أن تجد تماثيل لـ فرانكو باريزي، تشيزاري مالديني وباولو مالديني، جياني ريفيرا، ماركو فان باستن، رود غوليت، نيلس ليدهولم، نيريو روكو، فابيو كوديتشيني، غونار نوردال، فرانك ريكارد وجيوفاني تراباتوني. ومن الإنتر نجد والتر زينجا، «العم» بيبي بيرجومي، جياشينتو فاكيتي، ساندرو ماتسولا، لويز سواريز، كريستيان فييري، خافيير زانيتي، أرماندو بيكي، كارل هاينتز رومينيجه وهيلينيو هيريرا وجميعها بنفس طول أصحابها على الطبيعة، كما يمكن للمشجعين أخذ الصور مع دمى وتماثيل اللاعبين المفضلين.
المرشدون السياحيون للمتحف هم الأفضل على الإطلاق في معرفتهم للسان سيرو وتاريخه بعد زيارة المتحف ، بإمكانك ومساعدة المرشدين السياحيين أن تذهب إلى القاعة الغربية في المتحف حيث تجد نظاماً إلكترونياً رائعاً لشرح تخطيط الملعب وأقسامه من الألف إلى الياء كما سيقوم المردشون في نهاية الجولة بالخروج من المتحف متجهين إلى غرف الملابس الخاصة بالميلان والإنتر ثم إلى مخزن السان سيرو حيث كل البضائع المتعلقة بالفريقين.

## وصلات خارجية
- الموقع الرسمي